# Dasymys rufulus
Dasymys rufulus é uma espécie de roedor da família Muridae.
Pode ser encontrada nos seguintes países: Benim, Camarões, Costa do Marfim, Gâmbia, Gana, Guiné, Guiné-Bissau, Libéria, Mali, Nigéria, Senegal, Serra Leoa e Togo.
Os seus habitats naturais são: campos de gramíneas de baixa altitude subtropicais ou tropicais sazonalmente húmidos ou inundados e pântanos.
Está ameaçada por perda de habitat.